# فيلق المظليين الثاني
II Fallschirmkorps (فيلق المظلات الثاني) في عام 1943 من شعبة Meindl من ذوي الخبرة على الجبهة الشرقية. في أعقاب هذا الفيلق الجديد، تم رفع Fallschirmjägerdivision 3 و5 من فرقة فيلقيرمشجير وإرفاقها بالسلك. بعد مرور عام، تم إبادة الفيلق بالكامل تقريبًا أثناء القتال في جيب فالايز أثناء معركة نورماندي. وبعد ذلك، تم تجهيز II Fallschirmkorps بقوات بديلة مقدمة من قبل Fallschirm-Jäger-Ersatz-Battalion 2 وإرسالها لمساعدة جيش المظليين الأول حتى استسلامهم للحلفاء في عام 1945. تحت قيادة فيرنر E. كرانز. [بحاجة لمصدر]

## الضابط القيادي
- Generalleutnant Eugen Meindl ، 5 نوفمبر 1943 – 25 مايو 1945

## التنظيم
سبتمبر 1944
- 3rd Fallschirmjägerdivision
  - Fallschirmjäger Aufklarungs Abteilung 3
  - فوج فولشيرميرجر 
    - الكتيبة الأولى

  - فوج فولشيرميرجر 8 
    - الكتيبة الأولى

  - فوج فولشيرميجير 9 
    - الكتيبة الأولى

  - إبتيلونغ Isphording
  - فوج مدفعية فولشيرجيرجير 3 
    - الكتائب الأول إلى الثالث

  - كتيبة فولشيرجيرغر بانزجيرجر 3
  - Fallschirmjäger الرائد Abteilung 3
  - Fallschirmjäger FlaK Abteilung 3
- 5th Fallschirmjägerdivision 
  - فوج فولشيرميجير 13
  - فوج فولشيرميرجر 14
  - فوج فولشيرميرجر 15 
    - الكتائب من الأول إلى الثالث

  - Fallschirmjäger FlaK Abteilung 5
  - فوج مدفعية فولشيرجيرجير 5
- Kampfgruppe Greshick 
  - الكتائب الأول إلى الثالث
  - Fallschirmjäger FlaK